# Mutant Aliens
Mutant Aliens és una pel·lícula de ciència-ficció-comèdia del 2001 del cineasta estatunidenc Bill Plympton. La pel·lícula és una paròdia de les pel·lícules de monstres de sèrie B, amb l'estil d'animació característic de Plympton i sexe i violència gratuïta. Mutant Aliens s'ha mostrat en diversos festivals d'animació, però mai no ha tingut una gran estrena a les sales.

## Argument
L'astronauta estatunidenc Earl Jensen està encallat a l'espai intencionadament pel cap del Departament d'Espai. Anys més tard, torna a la Terra. Per guanyar-se la confiança de la gent, explica una història commovedora del temps que ha passat en un planeta d'extraterrestres mutant. La majoria dels extraterrestres d'aquesta història són parts del cos humà de grans dimensions. Més tard es revela que Jensen realment ha passat el seu temps a l'espai creuant animals per crear un exèrcit de mutants, per tal de venjar-se del corrupte cap del Departament de l'Espai.

## Actors de veu
- Dan McComas: Earl Jensen
- Francine Lobis: Josie Jensen
- George Casden: Dr. Frubar, president
- Matthew Brown: Darby, Tomkins
- Jay Cavanaugh: Boris
- Amy Allison: La secretària
- Christopher Schukai: El guàrdia
- Kevin Kolack: El sacerdot
- Vera Beren: La periodista